# Yerliağalı
Yerliağalı är en ort i Azerbajdzjan.   Den ligger i distriktet Bərdə Rayonu, i den centrala delen av landet, 220 km väster om huvudstaden Baku. Yerliağalı ligger 26 meter över havet och antalet invånare är 191.
Terrängen runt Yerliağalı är platt, och sluttar österut. Närmaste större samhälle är Barda, 13,4 km väster om Yerliağalı.
Trakten runt Yerliağalı består till största delen av jordbruksmark. Runt Yerliağalı är det ganska tätbefolkat, med 129 invånare per kvadratkilometer.